# Neuenhofe
Neuenhofe là một đô thị ở huyện Börde thuộc bang Sachsen-Anhalt, nước Đức. Đô thị Neuenhofe có diện tích 14,97 km², dân số thời điểm ngày 31 tháng 12 năm 2006 là 774 người.